# Thomas Conner
Thomas Hartnell Conner (* 1970) ist ein US-amerikanischer Journalist.

## Biografie
Thomas Conner kommt ursprünglich aus Oklahoma City. Dort besuchte er ab 1975 eine Privatschule und machte 1988 seinen Abschluss. Anschließend ging er an die University of Oklahoma im nahegelegenen Norman und studierte Medienwissenschaft. 1993 schloss er das Studium mit einem Master ab.
Im Jahr 1994 wurde er Redakteur bei der großen Tageszeitung Tulsa World und berichtete aus der Musikszene. Dabei konnte er sich insbesondere als Rezensent für lokale Musik aus Oklahoma profilieren. Verantwortlich war er auch für die – von der Zeitung organisierten – Spot Music Awards und das Woody Guthrie Folk Festival. Nach mehr als einem Jahrzehnt verließ er Tulsa 2005 und ging nach Chicago, um als Kulturredakteur bei der Chicago Sun-Times zu arbeiten. Dieser Tätigkeit ging er bis ins Jahr 2013 nach.
Gemeinsam mit dem bekannten Autor John Wooley schrieb er das Buch Forever Lounge: A Laid-Back Price Guide to Languid Sounds, ein Werk über Lounge-Musik, das im Jahr 1999 veröffentlicht wurde. Für das im Jahr 2007 erschienene Buch Alternative Oklahoma: Contrarian Views of the Sooner State verfasste er einen Aufsatz über das Red-Dirt-Genre. Mit Wooley zeichnete er sich 2009 für den Einakter Time Changes Everything verantwortlich. Dieser handelte von einem fiktiven Treffen der Country- und Folklegenden Woody Guthrie und Bob Wills. In den Hauptrollen waren John Cooper und Bradley Piccolo, Mitglieder der Red Dirt Rangers, zu sehen.
Conner macht seit 2013 seinen Doktor an der University of California in San Diego, um seinerseits als Professor zu lehren.

## Werke
- 1999: Forever Lounge (mit John Wooley)